# LVAS
Large vestibular aquaduct syndrome of LVAS is een aandoening van het binnenoor die gepaard gaat met gehoorverlies.
Het vestibulair aquaduct (VA) is een kanaal dat de ductus endolymphaticus (DE) bevat. Dit is een vliezig kanaal dat het vestibulum met de sacculus endolymphaticus (SE) verbindt. De DE en SE bevatten dus endolymfe. De SE heeft bij een normale anatomie een diameter tussen 0,5 en 1,4 mm.
De precieze functie van SE en DE is nog niet volledig achterhaald. Momenteel denkt men dat dit complex ervoor zorgt dat de hoeveelheid ionen in het endolymfe constant blijft.
Zoals de naam reeds doet vermoeden is LVAS het gevolg van een VA en DE met vergrote diameter zijn. Meer bepaald groter zijn dan 1,5 mm. Gemiddeld zal bij een LVAS-patiënt de diameter zo’n 3,7 mm zijn, hoewel er gevallen bekend zijn waar de diameter liefst 8 mm lang was. De naam zelf is eigenlijk fout: het is niet zo zeer de vergrote VA die voor problemen zorg, maar wel de DE. Rekening houdend met dit gegeven wordt dit syndroom soms door wetenschappers aangeduid als large endolymphatic duct and sac syndrome (LEDS).

## Etiologie
Men is nog niet zeker hoe het syndroom ontstaat, er zijn wel genetische aspecten die voorbestemmen tot vergrote VA en DE.
Meest bekend is het gen SLC26A4 dat ook wel PDS-gen wordt genoemd. (PDS slaat op het Syndroom van Pendred)
Anno 2006 is in Amerika een onderzoek bezig naar andere oorzaken van LVAS. Uit de eerste resultaten blijkt dat meer genen betrokken zijn, hoewel deze nog niet gelokaliseerd zijn. Andere (externe) factoren worden niet uitgesloten. Ook voor dit onderwerp is er in Amerika een onderzoek opgestart. Het syndroom is niet congenitaal (dat wil zeggen aanwezig bij de geboorte). Bij de geboorte zijn de VA en DE nog niet volgroeid. Ze zijn dan nog kort, breed en recht. Wanneer het kind ouder wordt, zullen deze delen evolueren tot ze (onder normale omstandigheden) ongeveer 10 mm lang zijn, gemiddeld 0,8 mm breed zijn en een omgekeerde j-vorm hebben. Het is in dit stadium dat de afwijking ontstaat.
Gehoorverlies gelinkt aan LVAS is dus ook niet congenitaal. Het ontstaat door schade aan de haarcellen in het orgaan van Corti. Hoe deze schade wordt veroorzaakt is nog niet zeker, maar vast staat dat schokken en drukverandering een grote rol spelen.

## Symptomen
LVAS is een aandoening van het binnenoor. Bij de meeste patiënten worden zowel cochlea als vestibulair systeem aangetast. Dit heeft tot gevolg dat bij de meeste patiënten zowel gehoorverlies als vestibulum-gerelateerde problemen opduiken. Het gehoorverlies kan zowel plots als fluctuerend als progressief zijn. Voor progressief verlies is het mogelijk dat dit met fluctuaties gepaard gaat. Vestibulum-gerelateerde problemen die voorkomen zijn vertigo en evenwichtsproblemen.
Patiënten met LVAS, maar geen andere afwijkingen van de cochlea hebben over het algemeen een zwaarder gehoorverlies. Het neurosensorieel verlies gaat in veel gevallen samen met een geleidingsverlies, waardoor de aandoening soms aangezien wordt voor een probleem met het middenoor.

## Diagnose
De diagnose LVAS wordt gesteld als de patiënt last heeft van een van voorgenoemde vormen van gehoorverlies en op een CT-scan of MRI een verbreding van VA te zien is.

## Behandeling en preventie
Aangezien LVAS een genetische oorzaak heeft, is het niet geneesbaar. De enige mogelijkheid is proberen de gevolgen (gehoorverlies en vestibulum-gerelateerde problemen) in de hand te houden. Men kan dit doen door schokken en plotse drukveranderingen te vermijden. Vooral met kinderen moet opgelet worden aangezien zij nog geen notie hebben van hun conditie en dus niet de nodige omzichtigheid gebruiken. Het is daarom ook aan te raden bij kinderen mogelijk beschadigende activiteiten in te perken of veiliger te maken, zoals bijvoorbeeld balspelen vermijden, bij fietsen een helm dragen, geen contactsporten beoefenen. Natuurlijk is het onmogelijk om een kind al deze dingen te verbieden. Gebruik daarom bij elke mogelijk gevaarlijke activiteit hoofdbescherming.
Plotse drukveranderingen kunnen ook opduiken waar ze minder worden verwacht: wees bedacht op problemen bij reizen met het vliegtuig, duiken, maar ook bij het spelen van blaasinstrumenten zoals trompet, hobo en dergelijke. Ook medische behandelingen voor andere aandoeningen kunnen risico’s inhouden: hyperbare zuurstoftherapie geeft ook relatief plotse drukveranderingen.
Mensen die reeds een zeer ver gevorderd gehoorverlies hebben, moeten minder omzichtig zijn aangezien ze minder te verliezen hebben. Omzichtigheid is echter nog steeds geboden om vestibulum-gerelateerde problemen te voorkomen.
Er is geen bewijs dat behandeling van het plotse gehoorverlies met steroïden een positieve invloed heeft op mensen met LVAS.
Operaties om endolymfe af te voeren of DE en SE te vernietigen hebben weinig tot geen effect, integendeel: ze vormen een zeer groot risico op volledige doofheid.

## Prognose
Slechthorendheid door LVAS is niet anders dan andere (progressieve) slechthorendheid: patiënten met dit syndroom kunnen dus ook gehoorapparaten gebruiken om de verstaanbaarheid te verbeteren. Indien het verlies te groot wordt, kan er een cochleair implantaat (CI) gebruikt worden. De resultaten van CI bij kinderen zijn alvast veelbelovend.